# Plume d'or de la liberté
La Plume d'or de la liberté est une récompense remise par l'Association mondiale des journaux pour honorer des journalistes, écrivains, patrons de presse et éditeurs exerçant leurs métiers et affichant leurs opinions dans des conditions difficiles, au prix de pressions diverses et souvent de peines de prison.

## Les lauréats
Les lauréats sont le plus souvent des personnalités, associées à une publication (ci-dessous en italique). Mais ce prix peut être attribué directement des publications (1997), à des organisations (2003), et même à l'ensemble de la presse d'un pays dans un contexte particulier (1969).
- 1961  Ahmet Emin Yalman, Hur Vatan
- 1963  U Sein Win, The Guardian
- 1964  Gabriel Makoso, Le Courrier d'Afrique
- 1965  Esmond Wickremesing, Journaux associés de Ceylan
- 1966  Jules Dubois, Chicago Tribune
- 1967  Mochtar Lubis, Indonesia Raya
- 1968  Christos Lambrakis, To Vima
- 1969  Le combat de la presse tchécoslovaque pour sa liberté
- 1970  Alberto Gainza Paz, La Prensa
- 1972  Hubert Beuve-Méry, Le Monde
- 1973  Anton Betz, Rheinische Post
- 1974  Julio de Mesquita Neto, O Estado de São Paulo
- 1975  Sang-Man Kim
- 1976  Raul Régo, República A Luta
- 1977  Robert High Lilley, Belfast Telegraph
- 1978  Percy Qoboza, Daily Dispatch
- 1979  Claude Bellanger, Le Parisien Libéré
- 1980  Jacobo Timerman, La Opinión
- 1981  José Javier Uranga, Diario de Navarra
- 1982  Joaquín Chamorro Barrios, La Prensa
- 1985  Joaquín Roces, The Manila Times
- 1986  Anthony Heard, The Cape Times
- 1987  Juan Pablo Cardenas, Análisis
- 1988  Naji al-Ali à titre posthume
- 1989  Sergei Grigoryants, Glasnost Defence Foundation
- 1990  Luis Gabriel Cano, El Espectador
- 1991  Gitobu Imanyara, The Nairobi Law Monthly
- 1992  Dai Qing, Guangming Daily
- 1993  Pius Njawe, Le Messager
- 1994  Omar Belhouchet, El Watan
- 1995  Gao Yu (journaliste indépendante)
- 1996  Yndamiro Restano Díaz, The Independent Press  Bureau de Cuba (BPIC)
- 1997  Naša Borba ;  Feral Tribune ;  Oslobodjenje
- 1998  Doan Viet Hoat, Dien Dan Tu Do
- 1999  Faraj Sarkohi, Adineh
- 2000  Nizar Nayouf
- 2001  U Win Tin & San San Nweh
- 2002  Geoffrey Nyarota, The Daily News
- 2003  Association biélorusse des journalistes (reçu par Janna Litvina)
- 2004  Ruslan Sharipov
- 2005  Mahjoub Mohamed Salih, Al-Ayam
- 2006  Akbar Gandji
- 2007  Shi Tao, Dangdai Shang Bao
- 2008  Li Changqing
- 2009  Najam Sethi, Friday Times, Daily Times
- 2010  Ahmad Zeidabadi
- 2011  /  Dawit Isaak
- 2012  Anabel Hernández
- 2013  Than Htut Aung, Eleven Media Group
- 2014  Eskinder Nega
- 2015 Journalistes tués dans l’exercice de leurs fonctions
- 2016  Dmitry Muratov
- 2017  Can Dündar
- 2018  Maria Ressa
- 2019  Jamal Khashoggi
- 2020  Jineth Bedoya Lima
- 2021  Jimmy Lai
- 2022  Gazeta Wyborcza
- 2023  Elaheh Mohammadi et Niloofar Hamedi